# Stade de la Maladière (1924–2004)
Stade de la Maladière – nieistniejący już stadion piłkarski w Neuchâtel, w Szwajcarii. Istniał w latach 1924–2004. Mógł pomieścić 20 000 widzów. W przeszłości swoje spotkania rozgrywali na nim piłkarze klubów FC Cantonal Neuchâtel (w latach 1924–1969) i Neuchâtel Xamax (w latach 1970–2004), cztery mecze rozegrała tutaj również reprezentacja Szwajcarii. W latach 2005–2007 w jego miejscu powstał nowy stadion o tej samej nazwie na 12 000 widzów.
Stary Stade de la Maladière został zainaugurowany w dniach 4–5 września 1924 roku. Pojemność stadionu szacowana była wówczas na 8000–10 000 widzów. W latach 1924–1969 gospodarzem obiektu była drużyna FC Cantonal Neuchâtel, od 1970 roku swoje spotkania rozgrywali na nim piłkarze klubu Neuchâtel Xamax. Ostatnie spotkanie na obiekcie odbyło się 29 maja 2004 roku, 5 czerwca tego samego roku odbył się festyn na zakończenie działalności obiektu, a dwa dni później rozpoczęły się prace rozbiórkowe. 27 maja 2005 roku w miejscu starego stadionu rozpoczęto budowę nowego obiektu piłkarskiego o tej samej nazwie mogącego pomieścić 12 000 widzów. Do czasu otwarcia nowej areny (18 lutego 2007 roku) Neuchâtel Xamax tymczasowo rozgrywał swoje spotkania na Stade de la Charrière w La Chaux-de-Fonds. Pojemność starego stadionu pod koniec jego istnienia wynosiła 22 130 widzów.
W okresie działalności stadionu drużyna Neuchâtel Xamax dwukrotnie zdobyła mistrzostwo Szwajcarii (w sezonach 1986/87 i 1987/88). Rekord frekwencji obiektu padł 19 marca 1986 roku, kiedy to Neuchâtel Xamax podejmował Real Madryt w rewanżowym spotkaniu ćwierćfinałowym Pucharu UEFA. Mecz obejrzało wówczas z trybun 25 500 widzów, a gospodarze wygrali 2:0, jednak dzięki zwycięstwu 3:0 w pierwszym spotkaniu to zespół z Madrytu awansował do półfinału (ostatecznie Real został zwycięzcą tych rozgrywek). Na arenie w latach 1983–1991 cztery spotkania rozegrała piłkarska reprezentacja Szwajcarii. 4 sierpnia 1987 roku na stadionie odbył się również mecz o Superpuchar Szwajcarii (Neuchâtel Xamax – BSC Young Boys 3:0).